# جيمس ر. كين
جيمس ر. كين (بالإنجليزية: James R. Keene)‏ هو شخصية أعمال أمريكي، ولد في 8 فبراير 1838 في لندن في المملكة المتحدة، وتوفي في 3 يناير 1913 في نيويورك في الولايات المتحدة.